# Passalozetes ruderalis
Passalozetes ruderalis är en kvalsterart som beskrevs av Mínguez och Subías 1983. Passalozetes ruderalis ingår i släktet Passalozetes och familjen Passalozetidae. Inga underarter finns listade i Catalogue of Life.